# Charles Ross
Charles Hoadley Ashe Ross (22 de julio de 1852 – 5 de febrero de 1911) fue un deportista inglés que jugó tanto al cricket como al tenis, siendo este último deporte en el que tuvo una carrera más extensa. Ross fue cuartofinalista en individuales en el Campeonato de Wimbledon de 1886 y dos veces semifinalista en dobles masculinos en 1885 y 1886. Compitió en tenis de 1884 a 1891, alcanzó quince finales y ganó siete títulos.

## Carrera en el tenis
Ross participó en su primer torneo en el Sussex County Lawn Tennis Tournament en 1884 y llegó a la final antes de perder contra Charles Lacy Sweet 3-1 en sets. En una época en la que los viajes internacionales eran difíciles, eligió jugar en el campeonato inaugural de Ceylon celebrado en el Hill Club, Nuwara Eliya, Ceylon Británico, donde ganó el título.
En 1885 compitió en los Campeonatos de Londres organizados en el London Athletic Club, Stamford Bridge, donde ganó el título contra Ernest Wool Lewis. Luego ganó el Sussex County Lawn Tennis Tournament por walkover contra William C. Taylor. Ross también fue finalista en el Brighton Lawn Tennis Club Tournament, perdiendo 3-1 en sets contra el jugador estadounidense número 2, James Dwight. También llegó a la final del primer Campeonato Británico de Canchas Cubiertas, jugado en canchas de madera bajo techo, antes de perder contra Herbert Lawford. En el Bournemouth Open Tournament progresó hasta la final del evento, pero perdió nuevamente contra Ernest Wool Lewis en sets corridos. También fue finalista en el East Gloucestershire Championships en Cheltenham, perdiendo contra el irlandés Ernest Browne.
En 1886 ganó el Leicester Lawn Tennis Club Tournament contra John Redfern Deykin. En el Campeonato de Wimbledon de 1886 llegó a los cuartos de final, pero fue derrotado por Herbert Wilberforce. Luego ganó el East Grinstead Open contra W.E. Seldon. No logró defender su título de Campeonato de Londres contra Ernest Wool Lewis, quien vengó su derrota del año anterior. Luego jugó en el East of England Championships en Felixstowe, donde llegó a la final, pero perdió contra Alfred Penn Gaskell.
En 1888 ganó otros dos títulos y llegó a la final de otro. En el Cambridgeshire Lawn Tennis Tournament ganó el título derrotando a Alfred E. Walker. Luego llegó a la final del Edgbaston Open Tournament, antes de perder contra James Baldwin. Su último título ganado fue en el Warwickshire Championships celebrado en Leamington Spa contra John Redfern Deykin. Ese mismo año llegó a los cuartos de final del South of England Championships en Eastbourne, pero fue derrotado por Harry Sibthorpe Barlow.
En 1890 alcanzó las semifinales del Sussex Championships en Brighton, antes de perder contra Herbert Baddeley. Ross jugó su último torneo en el Colchester Championships en 1891, donde progresó hasta las semifinales antes de perder contra Herbert William Kersey.

## Carrera en el cricket
Charles Ross también fue un jugador de cricket de primera clase y jugó para el Middlesex County Cricket Club durante la segunda mitad del siglo XIX.